# Zuhältertape (X-Mas Edition)
Zuhältertape (X-Mas Edition) ist die erste Veröffentlichung des deutschen Rappers Kollegah. Es erschien am 22. Dezember 2005 über das Independent-Label Selfmade Records. Zuvor war es bereits unter dem Titel Zuhältertape von Kollegah kostenlos im Internet veröffentlicht worden. Das Album ist der erste Teil einer Pentalogie, die 2006 mit Boss der Bosse, 2009 mit Zuhältertape Volume 3 und 2015 mit Zuhältertape Volume 4 fortgesetzt wurde und 2021 mit Zuhältertape Volume 5 ihren bisherigen Abschluss fand.

## Hintergrund
Kollegah begann im Jahr 2004 Rap-Musik aufzunehmen. Dabei war er zunächst auf der Internetplattform Reimliga Battle Arena aktiv. Bei vierzehn sogenannten „Battles“, bei denen zwei Kontrahenten eine Rap-Strophe über einen vorgegebenen Track aufnehmen und sich im Stil des Battle-Raps attackieren, wurde Kollegah in elf Battles zum Sieger erklärt. 2005 nahm er das Zuhältertape auf und stellte es kostenlos ins Internet. Dadurch wurden verschiedene Plattenfirmen auf ihn aufmerksam. Slick One, Gründer des Labels Selfmade Records, nahm Kollegah schließlich unter Vertrag. Dieser äußerte sich zu seiner Vertragsunterzeichnung: „Das beste Label für den besten Rapper: Ein einfaches Gesetz der Logik.“ Selfmade Records entschied sich für eine kommerzielle Wiederveröffentlichung des Zuhältertapes unter dem Titel Zuhältertape X-Mas Edition. Das Mixtape erschien am 22. Dezember 2005. Für die CD-Veröffentlichung nahm Kollegah fünf weitere Stücke (Chinatown, Kaputt gemacht, Straße, Bossrapper, Psychedelik) und ein neues Intro auf. Des Weiteren entstanden Beiträge von drei Gastrappern für das Mixtape und die Produktionen der Lieder, für die die Hip-Hop-Musiker Rizbo, Six June & Yoshi Noize und Paul Supreme verantwortlich waren, wurden überarbeitet.

## Titelliste
| #   | Titel                             | Produzent    | Verwendetes Instrumental/Sample                                | Länge |
| --- | --------------------------------- | ------------ | -------------------------------------------------------------- | ----- |
| 1.  | Intro                             | SixJune      |                                                                | 2:49  |
| 2.  | Chinatown                         | Paul Supreme |                                                                | 2:17  |
| 3.  | Showtime                          |              | Crime Mob – „Knuck if you Buck“ (feat. Lil Scrappy)            | 2:41  |
| 4.  | Kaputt gemacht (feat. Favorite)   | Rizbo        |                                                                | 2:57  |
| 5.  | Red Light District Soundtrack     |              | Mobb Deep – „Thug Muzik“ (feat. Infamous Mobb & Chinky)        | 2:09  |
| 6.  | Kuck auf die Goldkette            |              | 8Ball & MJG – „Look at the Grillz“ (feat. T.I. und Twista)     | 3:13  |
| 7.  | Straße (feat. Casper)             | Paul Supreme | basiert auf einem Sample aus „Myotis“ von Hans Zimmer          | 2:20  |
| 8.  | Angeberprollrap Freestyle         | Kevoe West   | basiert auf einem Sample aus „No One Else Comes Close“ von Joe | 1:10  |
| 9.  | Lovesong                          |              | Mariah Carey – „We belong together“                            | 3:10  |
| 10. | Bossrapper (feat. Mr. Chissmann)  | SixJune      |                                                                | 2:34  |
| 11. | 99,9 %                            |              | Young Buck – „Black Talons“                                    | 3:02  |
| 12. | Wersderboss                       |              | I-20 – „Break Bread“ (feat. Ludacris und Bone Crusher)         | 2:51  |
| 13. | Temple Balls                      | SixJune      | basiert auf einem Sample aus „Bittersweet“ von Apocalyptica    | 3:21  |
| 14. | Kolumbianer                       |              | Bow Wow – „Let me hold you“ (feat. Omarion)                    | 2:42  |
| 15. | Psychedelik (feat. Mr. Chissmann) | SixJune      |                                                                | 2:50  |
| 16. | Z-Files                           |              | Nas, Lake & V-12 – „Let 'Em Hang“                              | 2:27  |
| 17. | T.O.N.I.                          |              | Mobb Deep – „Back at you“                                      | 2:42  |
| 18. | Gangstarapking                    |              | Mobb Deep – „Get Away“                                         | 2:42  |
| 19. | Outro                             |              | The Game – „South Side“ (feat. Lil Scrappy)                    | 1:54  |

## Musikalische Produktion
Die meisten der verwendeten Tracks, dabei handelt es sich um die genrespezifische rhythmusbetonte Hintergrundmusik, sind verschiedenen amerikanischen Hip-Hop-Künstlern zuzuordnen. Auf der später veröffentlichten „X-Mas Edition“ sind allerdings auch exklusive für Kollegah produzierte Tracks zu finden, wobei der Großteil dieser Produktionen von Six June stammt, welcher für die musikalische Untermalung der Stücke Intro, Bossrapper, der Neuauflage von Temple Balls und Psychedelik zuständig ist. Hausproduzent Rizbo von Selfmade Records verantwortete den Titel Kaputt gemacht, während Kevoe West die Produktion für Angeberprollrap Freestyle beisteuerte. Die Musik der Titel Chinatown und Straße produzierte Paul Supreme, welcher auf Kollegahs folgendem Album Boss der Bosse ebenfalls einige Produktionen unterbringen konnte.

## Kritik
Hip-Hop.de lobte das Mixtape und vergab fünf von sechs Bewertungspunkten. Kollegah weiche über die gesamte Spieldauer nicht von seinem Konzept, „Punchlines über Gewalt, Waffen, Nutten und Drogen“, ab. Neben den für Gangster-Rap üblichen frauenfeindlichen und gewaltverherrlichenden Äußerungen, tragen Kollegah und Mr. Chissmann jedoch auch Rassismus vor, was aus Sicht des Redakteurs „gerade aus Rap-Sicht zuweit“ gehe. Abgesehen davon wird Kollegah aufgrund seines „außergewöhnlichen Wortschatzes“, seiner Dreifach-Reime, im sogenannten Doubletime vorgetragenen Strophen und Vergleiche gelobt. Die zahlreichen Wortspiele und auf doppeldeutigen Wörtern basierende Vergleiche sorgen dafür, dass der Hörer die Veröffentlichung mehrmals abspielen und dabei immer neue Wortspiele entdecken könne. Dafür fehlen Stücke mit konkreten Themen. Ebenfalls negativ wird erwähnt, dass Kollegah den Rhythmus seines Vortrages nur geringfügig variiert, ansonsten aber auf jedem Lied gleich klinge. Die Produktionen des Mixtapes werden gelobt, während die Gastbeiträge befreundeter Rapper weniger überzeugen. In einem Fazit erklärt der Redakteur: „Auch wenn man Klassiker eigentlich immer erst im Rückblick identifizieren kann, das Zuhältertape scheint in diese Kategorie zu gehören – allerdings auch nur, wenn man den passenden Maßstab anlegt. Was Moral- und Authentizitätsfragen angeht, kann man sich über Kollegah streiten. Was Rap-Technik und Punchlines angeht allerdings nicht.“
In einer Kritik der Internetseite Rap4Fame.de wurde das Mixtape mit dreieinhalb von möglichen fünf Bewertungspunkten ausgezeichnet. Der Redakteur Michael lobt vor allem Kollegahs Vergleiche und den Stil seines Vortrags. Showtime wird, unter anderem wegen der Textteile, die im Doubletime vorgetragen werden, als „Highlight“ hervorgehoben. Dagegen sei Redlight District Soundtrack langweilig und Kuck auf die Goldkette zeichne sich durch eine anspruchslose Hookline aus. Lovesong sei ein weiteres Highlight. Als allgemeines Problem kritisiert der Redakteur die Musikproduktion. So verderbe etwa die musikalische Untermalung das Lied Wersderboss. Positiv wird jedoch die Produktion des Stücks Z-Files gewertet. Temple Balls sei der beste Titel, was vor allem an den zahlreichen unterhaltsamen Vergleichen festgemacht wird. In der abschließenden Wertung erklärt der Redakteur, dass es, in Bezug auf textliche Vergleiche und Vortrag, in Deutschland „wohl kaum etwas vergleichbares“ zu hören gebe.